# Isostere
Isosteren sind spezielle Kurven in Diagrammen der Thermodynamik. Sie beschreiben thermodynamische Prozesse unter Verwendung der physikalischen Adsorption, bei denen der Bedeckungsgrad des Adsorbenten konstant bleibt. Sie treten bei der Beschreibung des reversiblen Kreisprozesses der Adsorptionskältemaschine auf.
Die Begriffe Isostere und „Isosterie“ (aus der anorganischen und der organischen Chemie) sollten nicht miteinander verwechselt werden.